# Bolsjoj IJspaleis
Het Bolsjoj IJspaleis (Russisch: Большой ледовый дворец «Большой», Bolsjoj ledovyj dvorets "Bolsjoj") is een van de twee ijshockeystadions in het Olympisch Park in de Russische stad Sotsji.

## Bouw

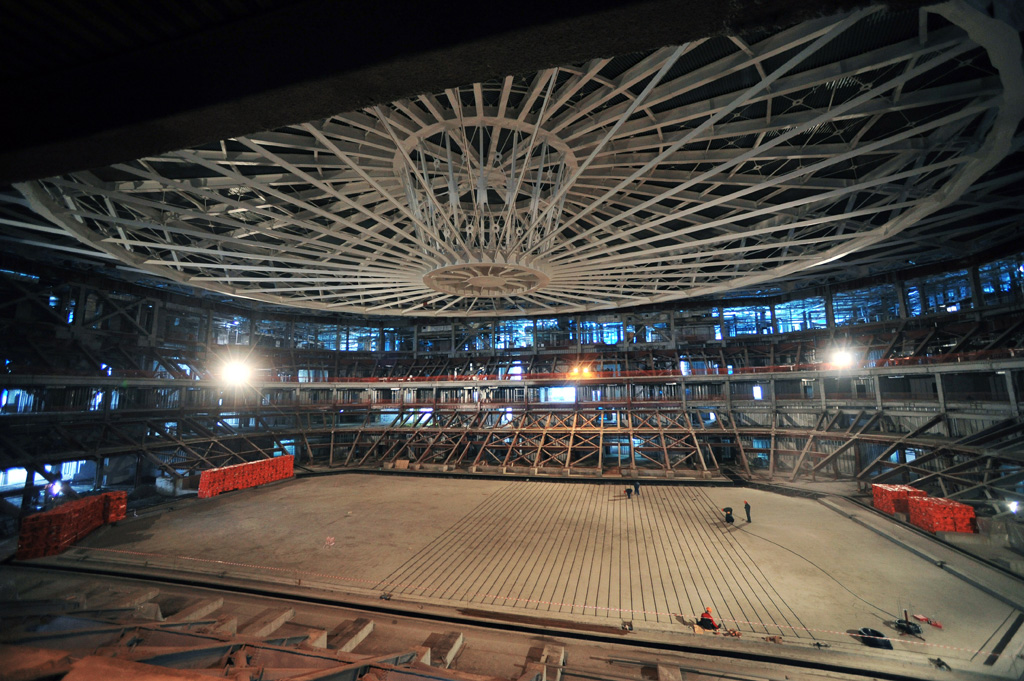
Bolshoy Ice Dome tijdens de bouw.

In 2009 werd begonnen met de bouw van het stadion, speciaal voor de Olympische Winterspelen 2014. De totale kosten voor het ijspaleis waren ongeveer 220 miljoen euro en in 2012 werd het stadion opgeleverd. Het ontwerp van het stadion is gebaseerd op een traditionele Russische Fabergé-ei. De naam van het stadion betekent "groot ijspaleis", waarmee wordt aangegeven dat het de grotere van de twee ijshockeystadions tijdens de winterspelen is.

## Wedstrijden
Het eerste internationale evenement was het "IIHF wereldkampioenschap U18 voor jongens" in april 2013. Tijdens de Winterspelen werden naast diverse groepswedstrijden hier zowel de bronzen medaillewedstrijden als de finale in zowel het mannen- als in het vrouwen-ijshockeytoernooi gespeeld.

## Toekomst
Na de Olympische Spelen zal het stadion dienst gaan doen als sport- en concertlocatie.